# حرب ماتابيلي الأولى
حرب ماتابيلي الأولى هي حرب نشبت في زيمبابوي الحديثة بين عامي 1893 و1894، فيها حرضت شركة جنوب إفريقيا البريطانية ضد مملكة نديبيلي (ماتابيلي). حاول لوبنغولا ملك نديبيلي، تجنب الحرب المباشرة مع رواد الشركة لأنه كان يدرك مع مستشاريه القوة التدميرية للأسلحة الأوروبية على الإمبيس (وحدات المحاربين) الماتابلية التقليدية التي تهاجم في صفوف حاشدة. وبحسب ما ورد كان بإمكان لوبنغولا حشد 80 ألف من حملة الرماح و20 ألف من المسلحين ببنادق مارتيني هنري، والتي كانت أسلحة حديثة في ذلك الوقت. ومع ذلك، فإن ضعف التدريب لم يكن ليسمح باستخدامها بشكل فعال.
لم يكن لدى شركة جنوب إفريقيا البريطانية أكثر من 750 جنديًا في شرطة شركة جنوب إفريقيا البريطانية، مع عدد غير محدد من المتطوعين الاستعماريين المحتملين، و700 من شعب التسوانا (بيتشوانا) الحلفاء. حاول سيسل رودس، الذي كان رئيس وزراء مستعمرة كيب، وليندر ستار جيمسون، مدير ماشونالاند أيضًا تجنب الحرب لمنع فقدان الثقة في مستقبل الإقليم. وصلت الأمور إلى ذروتها عندما وافق لوبنغولا على غارة لانتزاع الجزية بالقوة من زعيم ماشونا في منطقة بلدة فورت فيكتوريا، ما أدى إلى صدام حتمي مع الشركة.

## الأحداث التي أدت إلى الحرب
وافقت الحكومة البريطانية على أن شركة جنوب إفريقيا البريطانية ستدير المنطقة الممتدة من ليمبوبو إلى نهر زمبيزي بموجب امتياز ملكي. وقعت الملكة فيكتوريا على الامتياز في عام 1889. استخدم سيسل رودس هذه الوثيقة في عام 1890 لتبرير إرسال الرتل الرائد، وهو مجموعة من المستوطنين تحميهم شرطة شركة جنوب أفريقيا البريطانية المسلحة جيدًا (بي إس إيه بّي) ويقودها الصياد فريدريك سيلوس، من خلال ماتابيليلاند وإقليم شونا لإنشاء فورت سالزبوري (هراري الآن).
خلال عامي 1891 و1892، حرص لوبنغولا على توجيه الغزاة بعيدًا عن المناطق المستهدفة الرئيسية في ماشونالاند، وبالتالي منع الاشتباكات المحتملة بين قادته الشباب المتحمسين والمستوطنين البيض. ومع ذلك، في عام 1893، رفض زعيم في منطقة فيكتوريا يدعى غومارا دفع الجزية، مؤكدا أنه الآن تحت حماية قوانين المستوطنين. اضطر لوبنغولا من أجل حفظ ماء وجهه إلى إرسال مجموعة مداهمة من عدة آلاف من المحاربين لجعل تابعه يعود إلى طاعته. دمرت مجموعة المداهمة عدة قرى وقتلت العديد من سكانها. (في هذا كانوا أكثر تحفظًا من المعتاد، لأنهم عمومًا كانوا يختطفون الشبان والشابات ذوي الأعمار المناسبة ويقتلون الأخرين). ومع ذلك، شعرت إدارة شركة جنوب أفريقيا البريطانية المحلية أنه يتعين عليها التدخل لتجنب فقدان ثقة السكان المحليين الذين اشتكوا من عدم حصولهم على أي دعم ضد المداهمة. ونتيجة لهذا، طالب مسئولو الشركة المهاجمين بالمغادرة على الفور. رفض مقاتلو نديبيلي ذلك، وفي الأعمال العدائية التي طورت تكبد المقاتلون نحو 40 ضحية، فأدى هذا إلى انسحابهم. أعطى الملك لوبنغولا تحذيرًا شديد اللهجة لمقاتليه عندما بدأوا الغارة. «إذا أرقتم قطرة واحدة من دم الرجل الأبيض في هذه الغارة على ماشونالاند، فسوف أقتل كل واحد منكم عند عودتكم».

## روابط خارجية
- "Britain Matabele War 1893". قاعدة بيانات أحداث النزاع المسلح. مؤرشف من الأصل في 2019-04-23. اطلع عليه بتاريخ 2014-03-18.
- "Map of the First Matabele War". مؤرشف من الأصل في 2022-04-19. اطلع عليه بتاريخ 2014-03-18.